# Vor Frelsers Kirke
A Vor Frelsers Kirke (Megváltó templom) barokk evangélikus templom Koppenhága Christianshavn nevű városrészében. Spirálos tornyának köszönhetően Dánia egyik fontos idegenforgalmi látványossága, de egy 8000 fős közösség plébániatemploma is.

## Történelem
Dániában viszonylag ritkák a barokk építmények. Amikor 1660-ban véres háborúk után az ország elvesztette a mai Svédország déli részét, III. Frigyes dán király örökletes abszolút monarchiát vezetett be. Fia, V. Keresztély volt az első, aki abszolút uralkodóként született, és a rendszert impresszív építészeti stílussal kívánta megszilárdítani. A Vor Frelsers Kirke a nevéhez fűződő legjelentősebb építmény, és monogramja számos helyen látható a templomban. Mivel az Elefánt-rendet is ő tette a legfontosabb dán renddé, az elefántos díszítés is megtalálható a stukkókon és az orgona festésén.

### Külső hivatkozások
- Hivatalos honlap (dán, angol, német, francia, olasz)